# Phim anh em Super Mario
Phim anh em Super Mario (tiếng Anh: The Super Mario Bros. Movie) là một bộ phim điện ảnh hoạt hình máy tính Mỹ – Nhật Bản thuộc thể loại kỳ ảo – hành động – giả tưởng công chiếu năm 2023 dựa trên thương hiệu trò chơi điện tử nổi tiếng Mario của Nintendo, do công ty Illumination sản xuất dưới sự tài trợ của Universal Pictures và Nintendo, và được phân phối phát hành bởi Universal. Đây là bộ phim chuyển thể thứ ba của thương hiệu này, sau bộ phim hoạt hình Nhật Bản Super Mario Bros.: Nhiệm vụ vĩ đại giải cứu công chúa Peach! (1986) và bộ phim điện ảnh người đóng Super Mario Bros. (1993). Do Aaron Horvath và Michael Jelenic làm đạo diễn, Pierre Leduc và Fabien Polack làm đồng đạo diễn và được Matthew Fogel chắp bút phần biên kịch, bộ phim có dàn diễn viên lồng tiếng bao gồm Chris Pratt, Anya Taylor-Joy, Charlie Day, Jack Black, Keegan-Michael Key, Seth Rogen, Fred Armisen, Sebastian Maniscalco, Charles Martinet và Kevin Michael Richardson. Tác phẩm theo chân hai anh em mang tên Mario và Luigi, hai anh thợ sửa ống nước người Mỹ gốc Ý được chuyển đến một thế giới khác và bị vướng vào trận chiến giữa Vương quốc Nấm, do Công chúa Peach lãnh đạo và Koopas, do Bowser lãnh đạo.
Sau sự thất bại nghiêm trọng về thương mại của bộ phim do người thật đóng vào năm 1993, Nintendo đã miễn cưỡng cấp phép cho các tài sản trí tuệ của mình để  có thể cố gắng chuyển thể trò chơi thành phim. Miyamoto Shigeru – nhà sáng lập trò chơi Mario – đã bắt đầu quan tâm đến việc phát triển một bộ phim khác khi Nintendo đang đưa các trò chơi cũ hơn của mình lên dịch vụ Virtual Console và thông qua công việc của Nintendo đối với Universal Parks & Resorts để tạo ra Super Nintendo World, ông đã gặp người sáng lập Illumination là Chris Meledandri. Đến năm 2016, cả hai đều công bố rằng họ đang thảo luận về một bộ phim Mario và vào tháng 1 năm 2018, Nintendo đã chính thức thông báo rằng họ sẽ hợp tác với Illumination và Universal để sản xuất bộ phim này. Quá trình sản xuất đã được tiến hành vào năm 2020 và dàn diễn viên cũng đã được chính thức công bố rộng rãi vào tháng 9 năm 2021.
Phim anh em Super Mario được công chiếu lần đầu tại Los Angeles vào ngày 1 tháng 4 năm 2023. Sau đó, tác phẩm đã được Universal Pictures phát hành tại Hoa Kỳ vào ngày 5 tháng 4 năm 2023, tại Việt Nam vào ngày 7 tháng 4 năm 2023, và tại Nhật Bản vào ngày 28 tháng 4 năm 2023. Bộ phim đã nhận được những lời nhận xét trái chiều từ các giới chuyên môn nhưng nhận được những lời đánh giá tích cực từ phía khán giả. Đây là bộ phim về trò chơi điện tử có doanh thu cao nhất mọi thời đại khi bộ phim đã thu về 1,363 tỷ USD trên toàn cầu, đồng thời thiết lập nhiều kỷ lục phòng vé, trở thành bộ phim có doanh thu cao thứ hai năm 2023 khi bị Nàng Barbie soán ngôi, bộ phim cũng được công nhận là một trong những bộ phim hoạt hình có doanh thu mở màn cao nhất dựa trên trò chơi điện tử.

## Nội dung
Hai người thợ sửa ống nước người Ý là Mario và Luigi đang sở hữu và vận hành công ty Super Mario Bros nhưng lại không thành công. Họ phải làm công việc kinh doanh hệ thống ống nước ở Brooklyn. Cha của họ không đồng ý với quyết định của Mario rằng anh sẽ từ bỏ công việc lương cao dưới tay tên Spike phản diện để bắt đầu kinh doanh. Sau khi nhận thấy một vụ rò rỉ miệng cống nghiêm trọng được đưa tin trên bản tin, Mario và Luigi nhanh chóng đi xuống lòng đất để sửa đường ống dẫn nước, nhưng cả hai đều bị hút vào một đường ống và đã bị chia tách ra trong quá trình này.
Mario đặt chân đến Vương quốc Nấm vùng đất được cai trị bởi Công chúa Peach, trong khi Luigi thì lại đặt chân đến Vùng đất Bóng tối, được cai trị bởi vủa của Koopa là Bowser. Bowser cố gắng tìm mọi cách để kết hôn với Peach và sẽ tiêu diệt Vương quốc Nấm bằng cách sử dụng Siêu sao nếu cô từ chối. Bowser đã tống giam Luigi để đe doạ Mario, người mà anh coi là đối thủ cạnh tranh để có được sự ưu ái của Peach. Mario đã gặp Toad, người đã đưa anh đến gặp Peach. Peach dự định liên minh với Vương quốc Rừng xanh để giúp đẩy lùi Bowser và đồng ý đưa thêm Mario và Toad đi cùng.
Tại lâu đài của Peach, Peach đang tiết lộ kế hoạch chiêu mộ Quân đoàn Kong để giúp họ chống lại Bowser, và đồng ý đưa Mario đi cùng sau khi anh gần như đã hoàn thành chướng màn thử thách. Trong cuộc hành trình của họ, Peach đã chia sẻ rằng cô không biết nguồn gốc của mình, cô đã được các cư dân của Vương quốc Nấm thu nhận khi còn nhỏ và cuối cùng được phong làm công chúa của họ; Mario suy đoán rằng cô cũng có thể đến từ cùng một thế giới với anh. Tại Vương quốc Kong, đức vua Cranky Kong đã đồng ý giúp đỡ với điều kiện Mario phải đánh bại con trai mình đó chính là Donkey Kong ở trong một trận chiến. Sau một khởi đầu ăn đầy hành, Mario lấy được power-up hóa thành thành Cat Mario và đã đánh bại Donkey Kong.
Mario, Peach, Toad và Kong sử dụng xe kart để lái xe về Vương quốc Nấm, nhưng họ lại bị quân đội của Bowser phục kích trên Đường Rainbow. Khi một phần của con đường bị phá hủy, Mario và Donkey Kong đã lao thẳng xuống biển và bị Maw-Ray nuốt, còn những Kong khác bị bắt. Peach và Toad đã lái xe trở lại Vương quốc Nấm và kêu gọi người dân đi sơ tán. Peach sau đó nói rằng cô sẽ kết hôn với Bowser để ngăn cho Toad khỏi bị tra tấn. Trong khi đó, Mario và Donkey Kong đã thoát khỏi Maw-Ray nhờ tên lửa từ xe kart của Donkey Kong, và đã đi đến gặp Bowser.
Tại tiệc cưới, diễn ra trước sự chứng kiến của tất cả những người bị nhốt trong lồng, Peach đã tăng sức mạnh bằng Hoa băng và đã đóng băng Bowser, trong khi những người bị nhốt được giải thoát. Toad và Donkey Kong đã giúp một phần chống lại quân đội của Bowser trong khi Mario chuyển hướng Banzai Bill ra khỏi lâu đài của Peach và vào đường ống đưa anh đến Vương quốc Nấm. Tuy nhiên, điều này sẽ khiến nó từ Vương quốc Nấm được chuyển đến Brooklyn, nơi mà Mario và Luigi có được Siêu sao và sử dụng khả năng bất khả chiến bại của nó để cùng nhau đánh bại Bowser, i sau đó đã bị thu nhỏ bằng nấm thu nhỏ và nhốt trong lọ. Cư dân của Brooklyn ăn mừng anh em nhà Mario, bao gồm cả Spike và cha của Mario, sau đó nói rằng ông tự hào về anh. Kết phim, Mario và Luigi đã trở thành cư dân của Vương quốc Nấm.
Trong một mid-credit, Bowser vẫn còn bị thu nhỏ chơi một bài hát, để bị một lính canh đánh để mất power-up. Trong một cảnh post-credit sau đó, một quả trứng màu trắng có đốm xanh nở ra, khi đó người ta nghe thấy tiếng của Yoshi.

## Nhân vật
| Nhân vật | Lồng tiếng               |
| --- | ------------------------ |
| Mario | Chris Pratt              |
| Một người thợ sửa ống nước người Ý đến từ Brooklyn, New York, người đang gặp hoàn cảnh khó khăn và vô tình được chuyển đến thế giới của Vương quốc nấm, bắt tay vào nhiệm vụ giải cứu em trai mình. |                          |
| Công chúa Peach | Anya Taylor-Joy          |
| Công chúa Peach (lúc nhỏ) | Jessica DiCicco          |
| Người cai trị Vương quốc Nấm, là người hướng dẫn và cố vấn của Mario. Người đã từng bước vào thế giới của Vương quốc Nấm khi còn là một đứa trẻ sơ sinh và được nuôi dưỡng bởi Toad. |                          |
| Luigi | Charlie Day              |
| Người em trai sinh đôi nhút nhát và là đồng nghiệp thợ sửa ống nước, anh bị Bowser và quân đội của ông bắt giữ. |                          |
| Bowser | Jack Black               |
| Một con quái vật giống con rùa biết phun lửa và là vua của Koopa, người cai trị Vùng đất bóng tối và đã đánh cắp Siêu sao mạnh mẽ để chinh phục Vương quốc Nấm bằng cách kết hôn với Peach. (Kenneth W. James, lồng tiếng cho Bowser trong trò chơi, cung cấp tiếng càu nhàu và cả tiếng gầm của Bowser). |                          |
| Toad | Keegan-Michael Key       |
| Một cư dân của Vương quốc Nấm cùng loài cũng được đặt tên là Toad, người khao khát thực hiện một cuộc phiêu lưu thực sự đầu tiên của mình và cũng là người hầu của Peach. |                          |
| Donkey Kong | Seth Rogen               |
| Một nhân vật mạnh mẽ, nhưng rất trẻ con, là con khỉ đột đeo cà vạt được nhân hoá và cũng là người thừa kế ngai vàng của Vương quốc Jungle. |                          |
| Cranky Kong | Fred Armisen             |
| Cha của Donkey Kong, người đang cai trị Vương quốc Jungle và lãnh đạo Quân đội Kong. Điều này khác so với miêu tả của anh trong trò chơi Donkey Kong, trong đó anh được thể hiện là ông nội của Donkey Kong.                                                                                              |                          |
| Koopa General | Scott Menville           |
| Một thủ lĩnh vỏ xanh có cánh của quân đội Bowser đồng thời cũng là sĩ quan nghiêm khắc phụ trách cho Đội quân Koopa của Bowser, nhân vật dẫn đầu một cuộc phục kích trên Rainbow Road. |                          |
| Wrecking Crew | Sebastian Maniscalco     |
| Người giám sát của Wrecking Crew. Là một ông chủ cũ của Mario và Luigi, người thích bắt nạt và chế nhạo cả hai anh em và công ty mới của họ. |                          |
| Cha của Mario và Luigi | Charles Martinet         |
| Người đã lồng tiếng cho Mario và Luigi trong các thương hiệu của Mario, xuất hiện với tư cách là khách mời xuyên suốt bộ phim trong vai cha của Mario, Luigi và Guiseppe. |                          |
| Giuseppe | Charles Martinet         |
| Một công dân người Ý tại Brooklyn giống với ngoại hình ban đầu của Mario trong Donkey Kong và nói tương tự như cách mà hai anh em nói trong trò chơi. |                          |
| Kamek | Kevin Michael Richardson |
| Một phù thủy Koopa và là người cung cấp thông tin, cố vấn cho Bowser. |                          |
| Uncle Tony | Rino Romano              |
| Chú của Mario và Luigi. |                          |
| Uncle Arthur | John DiMaggio            |
| Chú của Mario và Luigi. |                          |

Ngoài ra, Khary Payton sẽ lồng tiếng cho Vua chim cánh cụt, và Eric Bauza lồng tiếng cho nhân vật Toad General. Juliet Jelenic, cô con gái của đạo diễn Michael Jelenic, lồng tiếng cho Lumalee, một con Luma xanh hư vô, điên loạn đang bị Bowser giam giữ. Jessica DiCicco lồng tiếng cho mẹ của Mario và Luigi và Pauline, cô cũng lồng tiếng cho người phụ nữ buôn bán ống nước, Kẻ bắt nạt Luigi và Peach thời còn nhỏ.. Bộ phim còn có sự góp mặt của nhiều diễn viên khác bao gồm Carlos Alazraqui, Jason Broad, Ashly Burch, Rachel Butera, Cathy Cavadini, Will Collyer, Django Craig, Willow Geer, Aaron Hendry, Andy Hirsch, Barbara Lley, Phil LaMarr, Jeremy Maxwell, Daniel Mora, Eric E. Osmond, Noreen Reardon, Lee Shorton, Cree Summer, Nisa Ward và Nora Wyman. Pauline và Diddy Kong đã xuất hiện sớm trong bộ phim với tư cách là thị trưởng thành phố New York và sau đó là một đám đông đang xem trận chiến của Mario với Donkey Kong.

## Sản xuất

### Phát triển

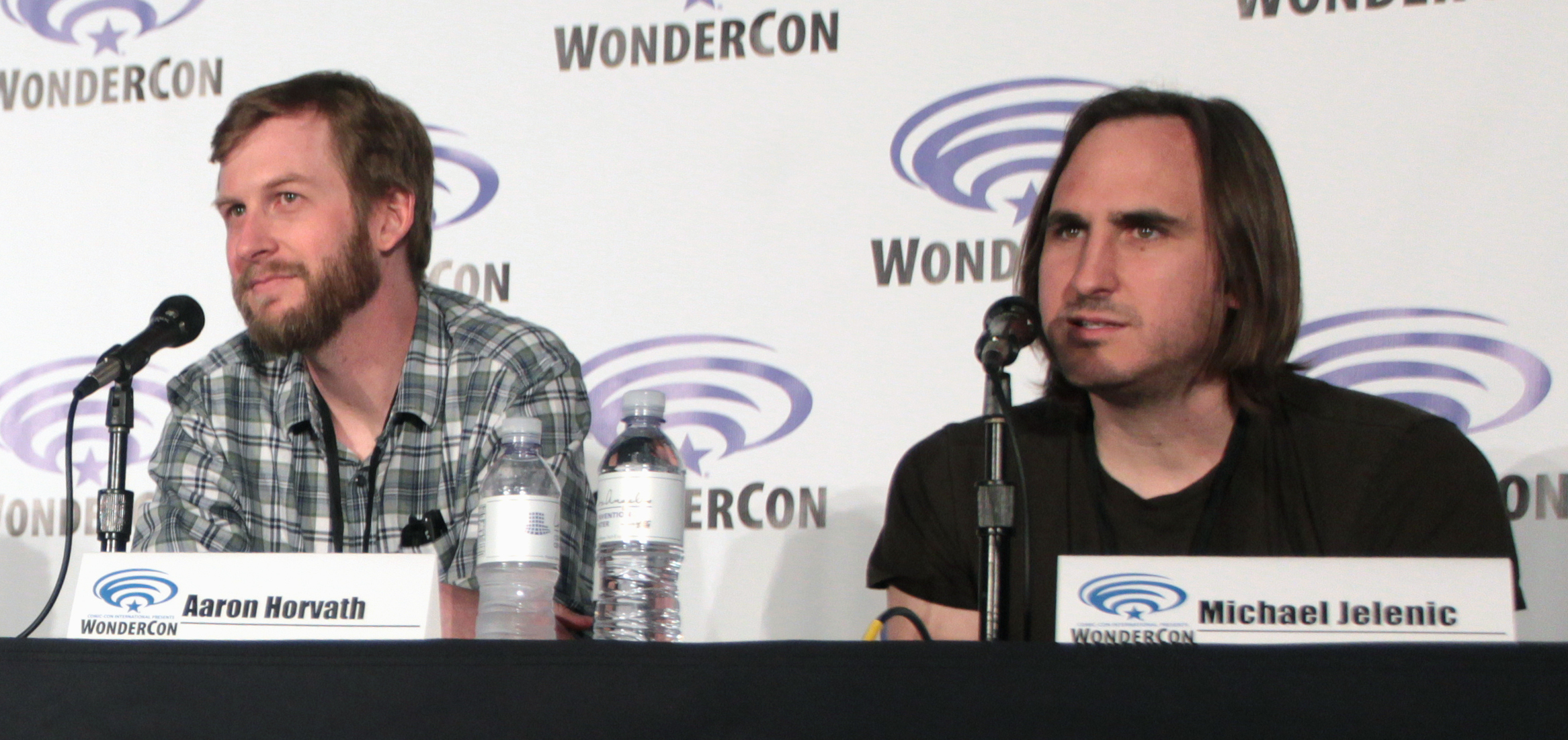
Đạo diễn của bộ phim là Aaron Horvath (trái) và Michael Jelenic (phải)

Sau sự thất bại nghiêm trọng về thương mại của bộ phim chuyển thể Super Mario Bros. năm 1993, công ty trò chơi điện tử Nhật Bản Nintendo đã phải cẩn trọng trong việc cấp phép tài sản của mình cho các bộ phim chuyển thể khác. Theo Miyamoto Shigeru, tác giả của trò chơi điện tử Mario đã đặt ý tưởng cho một bộ phim Mario mới đến từ việc đưa các trò chơi cũ hơn của họ lên Virtual Console và các dịch vụ khác; một quá trình chuyển đổi như vậy đã mất khá nhiều thời gian cho công ty và khi Miyamoto nhận ra rằng "hoạt động kinh doanh nội dung của chúng tôi sẽ có thể phát triển hơn nữa nếu chúng tôi có thể kết hợp phần mềm đã được yêu thích từ lâu của mình với phần mềm nội dung video và sử dụng chúng cùng nhau trong một thời gian dài". Miyamoto vốn biết rằng quy trình làm phim thực sự khác xa so với quy trình làm trò chơi điện tử và mong muốn có một chuyên gia điện ảnh dẫn dắt nỗ lực này.
Sau vụ hack Sony Pictures vào tháng 11 năm 2014, những email của nhà sản xuất Avi Arad, giám đốc hãng phim Amy Pascal, người đứng đầu TriStar Pictures Tom Rothman và chủ tịch sản xuất của Sony Pictures Animation Michelle Raimo Kouyate đã bị rò rỉ ra ngoài, tiết lộ rằng Sony đã cố gắng bảo đảm bản quyền của bộ phim đến thương hiệu Mario trong vòng vài năm. Arad đã đến thăm Nintendo ở Tokyo vào tháng 2 và tháng 7 năm 2014 nhằm đạt được một thỏa thuận. Vào tháng 10, Arad đã gửi một email cho Pascal và nói rằng anh đã hoàn tất thỏa thuận với Nintendo. Pascal đề nghị sẽ tuyển dụng cho đạo diễn của Khách sạn huyền bí Genndy Tartakovsky để có thể trợ giúp trong việc phát triển dự án, trong khi Kouyate nói rằng cô có thể "nghĩ ra 3–4 bộ phim ngay từ đầu" và bày tỏ hy vọng vào việc "xây dựng một đế chế Mario". Tuy nhiên, sau khi các email bị rò rỉ, Arad phủ nhận rằng một thỏa thuận đã được thực hiện và nói rằng các cuộc đàm phán trên mới chỉ bắt đầu. Trang BuzzFeed News đã lưu ý rằng các email không tính đến các cuộc xung đột tiềm ẩn với công ty anh em của Sony Pictures là Sony Interactive Entertainment, một trong những đối thủ cạnh tranh chính của Nintendo.
Thông qua công việc của Nintendo với Universal Parks & Resorts để tạo ra các điểm tham quan dựa trên Mario, sau này là Super Nintendo World, Miyamoto đã bắt gặp Chris Meledandri, người sáng lập ra bộ phận hoạt hình Illumination của Universal Pictures. Miyamoto nhận thấy rằng, quá trình sáng tạo của Meledandri cũng tương tự như quá trình sáng tạo của ông và ông cảm thấy Meledandri sẽ là người dẫn dắt thích hợp cho bộ phim Mario. Họ đã bắt đầu thảo luận nghiêm túc hơn vào năm 2016, ông biết rằng nếu cảm thấy không hiệu quả thì họ có thể dễ dàng bỏ cuộc. Vào tháng 11 năm 2017, có một báo cáo rằng Nintendo đang hợp tác với Universal và Illumination để làm một bộ phim hoạt hình về Mario. Chủ tịch của Nintendo khi đó là Kimishima Tatsumi đã làm rõ rằng, một thỏa thuận vẫn chưa được hoàn tất, nhưng một thông báo sẽ sớm được đưa ra. Kimishima hy vọng rằng, nếu thỏa thuận thành công, ngày phát hành sẽ có thể thực hiện được vào năm 2020.
Vào tháng 1 năm 2018, Nintendo đã thông báo rằng bộ phim sẽ được thực hiện với Miyamoto và Meledandri sẽ là 2 người đồng sản xuất. Meledandri cho biết rằng bộ phim sẽ là một sự "ưu tiên" của Illumination và rất có thể bộ phim sẽ ra mắt vào năm 2022. Anh còn nói thêm rằng Miyamoto sẽ là "tiền đạo và trung tâm" trong quá trình sản xuất. Vào tháng 1 năm 2020, chủ tịch của Nintendo Furukawa Shuntaro đã tuyên bố rằng bộ phim đang "tiến triển rất thuận lợi" với ngày phát hành dự kiến sẽ là vào năm 2022. Furukawa cũng cho biết rằng Nintendo sẽ sở hữu bản quyền của bộ phim và cả Nintendo và Universal đều sẽ tài trợ cho việc sản xuất.
Vào tháng 8 năm 2021, có thông tin cho rằng Aaron Horvath và Michael Jelenic, tác giả của Teen Titans Go! đang chỉ đạo bộ phim này sau khi phát hiện ra hồ sơ LinkedIn của một nhà làm phim hoạt hình Illumination đã đưa bộ phim vào danh sách của họ. Sau khi thông báo tuyển diễn viên đầy đủ, Horvath và Jelenic đã được xác nhận là sẽ chỉ đạo, cùng với Matthew Fogel được bổ nhiệm làm biên kịch sau khi đã viết kịch bản trước đó cho bộ phim Minions: Sự trỗi dậy của Gru (2022). Theo Khary Payton, người đã từng hợp tác với Horvath và Jelenic trong nhiều dự án khác nhau tại Warner Bros. Animation, cả hai đều đã bay đến Pháp để đến xưởng phimIllumination Studios Paris một tháng sau khi họ phát hành bộ phim điện ảnh đầu tay, Teen Titans Làm Phim, vào tháng 9 năm 2018.
Vào tháng 9 năm 2022, tờ New York Comic Con đã thông báo rằng đoạn giới thiệu đầu tiên của bộ phim sẽ được phát hành vào ngày 6 tháng 10 năm 2022; đoạn giớ thiệu trên đã chính thức hé lộ tựa phim, mang tên The Super Mario Bros. Movie. Ngay sau đó, Ed Skudder, người mà trước đây đã từng làm việc với Horvath trên Unikitty!, cũng đã xác nhận rằng anh đã làm việc với tư cách là người đứng đầu câu chuyện trong phim.

### Kịch bản
Đối với tác phẩm của họ trên phim, Jelenic và Horvath muốn tác phẩm này trái ngược hoàn toàn với Teen Titans Go!, để nhằm mục đích phát triển một trò chơi chuyển thể trung thực, điều mà cả hai đều cảm thấy chưa từng được thực hiện trước đây, cũng như là họ muốn một thứ gì đó "điện ảnh hơn" và "cảm xúc hơn" so với Teen Titans Go! Jelenic đã từng nói rằng: “Khi mọi người lần đầu tiên nghe thấy cái tên của chúng tôi gắn liền với bộ phim, họ đã mong đợi chúng tôi sẽ thực hiện với mong muốn rằng là Teen Titans Go!sẽ sửa chữa lại mọi thứ cho Mario. "Nhưng mỗi dự án chúng tôi thực hiện, chúng tôi đã đưa ra những lựa chọn mới tùy thuộc vào khán giả là ai và chúng tôi biết chúng tôi đang làm gì." Horvath đã khẳng định rằng Nintendo sẽ tham gia vào mọi khía cạnh trong quá trình sản xuất, "từ câu chuyện, phát triển hình ảnh cho đến hoạt hình."
Trong quá trình viết kịch bản, họ muốn bộ phim đóng vai trò như là một "câu chuyện gốc" cho Mario và Luigi, những nhân vật mà họ muốn miêu tả là "những anh chàng cổ cồn" bằng cách tập trung vào thông tin nhân vật của Mario và Luigi là 2 người thợ sửa ống nước người Mỹ gốc Ý đến từ Brooklyn, New York ở các phiên bản cũ hơn, trước khi Super Mario World 2: Yoshi's Island đã tái lập họ với tư cách là cư dân suốt đời của thế giới Vương quốc Nấm. Họ cũng muốn phản ánh cách mà những game thủ đã từng giành chiến thắng trong trò chơi bằng cách là không bỏ cuộc mặc dù phạm phải vài sai lầm, biến điều đó thành một đặc điểm của nhân vật Mario trong phim. Họ đã chọn hoán đổi vai trò của Công chúa Peach và Luigi trong các trò chơi, với Peach là người giúp đỡ Mario giải cứu Luigi bị bắt cóc, vì họ cảm thấy để họ vào vai ban đầu là "quá đơn giản". Bộ đôi này đã được lấy cảm hứng từ trò chơi yêu thích của Jelenic Super Mario 3D World (2013), và đã miêu tả cô công chúa Peach là một nhân vật có thể điều khiển được, họ còn nói rằng họ muốn tập trung vào vai trò của Peach với tư cách là một quốc vương của Vương quốc Nấm và "người đó cần phải mạnh đến mức nào" để bảo vệ được [những con Toad]". Đối với Bowser, họ "quyết định làm cho nhân vật đó trở nên đáng sợ, nhưng mặt khác của Bowser là một nhân vật dễ bị tổn thương và hài hước".

### Lồng tiếng
Giữa: Jack Black, Keegan-Michael Key, và Seth Rogen lồng tiếng cho nhân vật Bowser, Toad, và Donkey Kong.
Vào tháng 2 năm 2021, Charles Martinet, diễn viên từng lồng tiếng cho Mario, cho biết rằng, khả năng mà anh đóng lại vai diễn trong phim sẽ là một "điều kỳ diệu" và nếu anh được yêu cầu lồng tiếng cho Mario, "Anh sẽ tham gia và chơi với niềm vui và hạnh phúc tột độ". Vào tháng 8 năm 2021, Sebastian Maniscalco tiết lộ rằng anh đang lồng tiếng cho ông chủ của Spike, Mario và Luigi trong trò chơi Wrecking Crew (1985).
Trong một buổi thuyết trình của Nintendo Direct vào tháng 9 năm 2021, Miyamoto Shigeru đã thông báo các diễn viên bao gồm Chris Pratt, Anya Taylor-Joy, Charlie Day, Jack Black, Keegan-Michael Key, Seth Rogen, Kevin Michael Richardson, Fred Armisen và Maniscalco sẽ đứng đầu dàn diễn viên lồng tiếng và điều đó đã buộc Martinet phải góp mặt trong vai trò "khách mời bất ngờ". Thông báo này đã vấp phải nhiều phản ứng trái chiều từ người hâm mộ; trong khi một số hoan nghênh ý tưởng để cho các diễn viên nổi tiếng lồng tiếng cho các nhân vật, nhưng những người khác lại đặt ra câu hỏi và chỉ trích các lựa chọn đó, đặc biệt là Pratt trong vai Mario thay vì Martinet (người đã lồng tiếng cho nhân vật này kể từ năm 1992) hoặc một diễn viên người Ý.
Meledandri cho biết rằng mặc dù Pratt sẽ không thể lồng tiếng cho Mario với chất giọng Ý như Martinet đã làm theo truyền thống; nhưng diễn viên lồng tiếng Khary Payton đã mô tả giọng nói của Pratt là "anh em họ với The Sopranos". nhưng ngay sau đó, ý kiến đó đã bị loại bỏ vì nghe quá giống với nhân vật Tony Soprano. Nữ diễn viên lồng tiếng Tara Strong cũng đã chỉ trích việc tuyển diễn viên cho Pratt và bày tỏ ý muốn được Martinet lồng tiếng thay cho Mario. Thay vào đó, cô than thở trên Twitter về điều mà cô ấy miêu tả là sự coi thường của Hollywood đối với các diễn viên lồng tiếng chuyên nghiệp. Đáp lại những lời chỉ trích về sự việc trên, Horvath nói rằng, "Đối với chúng tôi, điều đó hoàn toàn có ý nghĩa. Anh ấy thực sự giỏi trong một vai một anh hùng cổ cồn xanh với một trái tim nhân hậu. Đối với cách thể hiện nhân vật Mario trong phim của chúng tôi, anh ấy sẽ là người hoàn hảo nhất cho vai diễn đó."
Charlie Day thực chất đã ban đầu lồng tiếng cho Luigi với chất giọng New York trong quá trình sản xuất. Nhưng sau đó, phần giọng đã bị loại bỏ khi các đạo diễn đã nói với anh rằng nó nghe quá giống với "Goodfellas", anh đã phản hồi lại sự thay đổi đó rằng: "Được rồi! Tôi nghĩ bạn sai, nhưng không sao cả!".. Theo Charlie Day, các chi tiết cốt truyện đã được giữ bí mật khi các diễn viên đang trong quá trình ghi hình, lưu ý rằng anh sẽ phải ghi lại nhiều cuộc đối thoại của mình theo nhiều cách khác nhau, sau đó các đạo diễn sẽ chọn phiên bản mà họ tin là phù hợp nhất cho cảnh quay đó.
Sau khi phát hành xong đoạn giới thiệu, các diễn viên lồng tiếng là Khary Payton và Eric Bauza đã xác nhận nhân sự của họ ở trong phim; Payton lồng tiếng cho Vua chim cánh cụt và Bauza dự kiến sẽ xuất hiện với một nhân vật mà chưa được hé lộ. Trong suốt đại dịch COVID-19, Payton đã ghi lại lời thoại của mình trong tủ quần áo tại nhà, mặc dù anh không chắc liệu mình có xuất hiện trong bản chỉnh sửa cuối cùng này hay không.
Đáp lại phản ứng dữ dội mà anh nhận được khi sử dụng giọng nói bình thường của mình để thể hiện Donkey Kong, Rogen đã nói với trang Kotaku rằng: "Tôi đã nói rất rõ ràng rằng tôi sẽ không lồng tiếng" và "Nếu bạn muốn tôi tham gia bộ phim này, thì nó sẽ âm thanh giống như tôi và đó là nó. Đó là sự khởi đầu và kết thúc của cuộc trò chuyện đó." Anh nói thêm, "Tôi nghĩ trong phim và trong trò chơi, tất cả những gì bạn biết về Donkey Kong là một nhân vật chỉ biết ném thùng và không thích Mario lắm. Và đó là những gì tôi chạy với".
Sau khi bộ phim được phát hành, Michael McWhertor từ trang  Polygon đã nhận định rằng Charles Martinet đóng vai khách mời trong bộ phim với tư cách là cha của hai anh em cũng như là một công dân Ý tại Brooklyn tên là Giuseppe, người sau  khi sử dụng một giọng nói giống như Martinet thường sử dụng để miêu tả Mario và Luigi. Giuseppe nói chuyện với hai anh em về việc họ sử dụng giọng Ý phóng đại trong quảng cáo truyền hình cho công việc kinh doanh hệ thống ống nước của họ trong cảnh mở đầu, do đó chúng ta đã có câu trả lời về việc hai anh em không nói giọng Ý trong phần còn lại của bộ phim.

### Dựng phim
Bộ phim được sản xuất bởi Illumination Studios Paris tại Paris, Pháp. Quá trình sản xuất phim đã được tiến hành vào tháng 9 năm 2020, với những công việc hoạt hình sẽ kết thúc vào tháng 10 năm 2022. Jelenic đã tuyên bố rằng Illumination đã cập nhật công nghệ chiếu sáng và kết xuất của họ cho bộ phim, Meledandri cũng tuyên bố rằng nó "sẽ đẩy mạnh khả năng kỹ thuật và nghệ thuật của [hãng phim] lên một tầm cao mới.
Jelenic và Horvath muốn yếu tố hoạt hình của bô phim trở nên cân bằng giữa phong cách hoạt hình và hiện thực, đan xen giữa những khoảnh khắc hài hước vui nhộn đến những phân cảnh hành động thực sự đầy nguy hiểm, Horvath đã từng tuyên bố rằng "có những khoảnh khắc hoạt hình vui nhộn, nhưng […] chúng tôi muốn nó giống như một bộ phim phiêu lưu lớn và sẽ có những rủi ro và có thể bạn tin rằng những nhân vật có thể sẽ chết, vì vậy cốt truyện của chúng sẽ không phát triển theo giai đoạn cứng đến căng, và chúng tôi cũng đã sử dụng âm lượng nhất quán cho các nhân vật để khiến họ cảm thấy có căn cứ hơn một chút". Đối với những chiếc xe go-kart có trong phim, các đạo diễn đã làm việc với một số nghệ sĩ thiết kế phương tiện và một vài nghệ sĩ tại Nintendo để tạo ra những chiếc xe go-kart phù hợp với vai diễn của họ trong phim đồng thời lấy cảm hứng từ vai diễn của họ trong trò chơi Mario Kart. Đối với gia đình Mario, Horvath và Jelenic đã được Nintendo đưa cho những thiết kế ban đầu của Mario để có thể làm tài liệu tham khảo; cuối cùng họ đã sử dụng các phiên bản đã được thay đổi một chút của những thiết kế đó trong bộ phim. Công việc hậu kỳ của bộ phim đã kết thúc vào tháng 3 năm 2023. Thiết kế của Donkey Kong lần đầu tiên được thay đổi kể từ trò chơi điện tử Donkey Kong Country (1994). Đối với giao diện thiết kế mới của nhân vật Donkey Kong, các nghệ sĩ đã xen lẫn thêm những yếu tố của cả thiết kế hiện đại lẫn thiết kế ban đầu cho nhân vật từ lần xuất hiện đầu tiên trong Donkey Kong (1981).
Trong một cuộc phỏng vấn với trang GameSpot, Horvath đã nói rằng anh và Jelenic đã thực hiện một "cách tiếp cận bom tấn" khi đnag thực hiện bộ phim. Anh đã nói: "Đối với tôi, đây là một bộ phim đã được thực hiện trong vòng hơn 40 năm, và bạn biết đấy, tôi vẫn luôn coi loạt Mario giống như một trò chơi hành động nhiều hơn. Các nhân vật thì lại trông hài hước, nhưng câu chuyện thì vẫn luôn có tính rủi ro cao, bạn phải cố gắng cứu công chúa hay là cứu thế giới hoặc bất cứ điều gì trong trò chơi. Vì vậy, chúng tôi luôn muốn phản ánh được sự nhạy cảm trong các hành động đó". Cả hai đạo diễn đã mời những nghệ sĩ mà họ biết trên truyền hình và đã hợp tác chặt chẽ với họ để có thể tạo ra các phân cảnh hành động của bộ phim. Skudder lại đặc biệt khi đóng một vai trò quan trọng trong việc thực hiện các pha hành động đó, đặc biệt là trong phân cảnh Rainbow Road đó. Theo Jelenic và Horvath, Skudder đã dành nhiều tháng để có thể thực hiện các phân cảnh mà họ cũng mô tả nó giống như là một thử thách kỹ thuật nhất của bộ phim. Bản thân con đường đã là một hiệu ứng hình ảnh và tất cả mọi cảnh quay của nó đều phải thông qua một bộ phận hiệu ứng hình ảnh, rất tốn nhiều thời gian và tiền bạc.

### Âm nhạc
Trong một buổi giới thiệu Nintendo Direct vào tháng 10 năm 2022, Meledandri đã xác nhận rằng Brian Tyler sẽ soạn nhạc cho bộ phim. Tyler hiện đang hợp tác chặt chẽ với nhà soạn nhạc Mario lâu năm Kondo Koji để kết hợp với các chủ đề từ những trò chơi vào phần nhạc phim. Anh mô tả phần sáng tác là rất "quan trọng", bao gồm cả một dàn nhạc, dàn hợp xướng và các ban nhạc, cũng như "các nhạc cụ truyền thống của Ý, đàn accordion, trống sống, đàn mandolins […] tiếng huýt sáo của con người" và cả những "[âm thanh] tám bit". Các buổi ghi âm cũng đã bắt đầu vào ngày 17 tháng 10 năm 2022, tại Eastwood Scoring Stage trong Warner Âm nhạc được tham khảo trong những bộ phim như  leitmotif từ Super Mario Bros. 3, Super Mario 64, Super Mario 3D Land và các trò chơi Mario khác.
Các ca khúc của Jack Black và Keegan-Michael Key cũng được ứng tác ngẫu hứng cho bộ phim. Quá trình hòa âm đã diễn ra tại trụ sở Skywalker Sound, nơi mà Kondo và Miyamoto đã từng phản hồi tích cực với bộ chủ đề mới dài mười lăm phút mà Tyler đã viết cho bộ phim.
Black Hydra cũng đã sáng tác nhạc cho đoạn giới thiệu chính thức của bộ phim, có tên là "Super Mushroom", dựa trên bản nhạc chủ đề Super Mario Bros.. Bản nhạc cụ được phát hành vào ngày 30 tháng 11 năm 2022 trên YouTube.
Trong một video vào tháng 3 năm 2023, Seth Rogan đã chia sẻ rằng Donkey Kong sẽ được giới thiệu trong bộ phim cùng với nhạc nền chủ đề từ Donkey Kong 64, "DK Rap", được sáng tác bởi Grant Kirkhope. Không giống như các bài hát đã được cấp phép khác được sử dụng trong bộ phim, Kirkhope đã không nhận được bất kỳ sự đóng góp nào cho bài hát trong phần credit ở cuối phim, trước sự thất vọng của nhà soạn nhạc.
Jack Black đã tạo ra ca khúc "Peaches" cùng với các đạo diễn là Eric Osmond và John Spiker, trong đó nhân vật Bowser bày tỏ tình yêu của mình dành cho Công chúa Peach. Để Bowser biểu diễn một bản tình ca trong phim là ý tưởng của Black. "Peaches" đã được phát hành vào ngày 7 tháng 4 năm 2023, với một video âm nhạc. Video được đạo diễn bởi Cole Bennett. Theo Black, video được quay chỉ trong vòng vài giờ. Sau khi phát hành lần đầu tiên, "Peaches" đã xuất hiện ở vị trí thứ 61 trên bảng xếp hạng phát trực tuyến iTunes, và lọt vào top 15 vào ngày 8 tháng 4. và lọt vào top 15 vào ngày 9 tháng 4. Sau đó, bài hát cũng đã xuất hiện trên Billboard Hot 100 tại vị trí thứ 83.

## Quảng bá
Vào ngày 6 tháng 10 năm 2022, một đoạn giới thiệu được phát hành trực tiếp trong một buổi giới thiệu Nintendo Direct, video cho thấy Bowser và các quân đội của ông đang tấn công vương quốc Chim cánh cụt và đã tìm thấy được Ngôi sao Quyền lực, trong khi đó, Mario lần đầu tiên đến Vương quốc Nấm và Luigi thì đang chạy trốn khỏi một đội quân Xương khô. Trong phần câu hỏi và trả lời ngắn sau khi đoạn giới thiệu được tiết lộ tại New York Comic Con, Jack Black đã nói rằng "Bowser có một khía cạnh âm nhạc" ở trong phim, gợi ý chủ đề cho một nhân vật. Đoạn giới thiệu đầu tiên đã nhận được hơn ba triệu lượt xem chỉ trong vòng 24 giờ. Các nhà báo thường khen ngợi về phần hình ảnh và giai điệu của đoạn giới thiệu, cũng như là màn trình diễn tương ứng của Black và Key trong vai Bowser và Toad. Tuy nhiên, màn trình diễn của Pratt trong vai Mario được đánh giá là thiếu cảm xúc và nghe quá giống với giọng nói bình thường của anh. Vic Hood từ TechRadar đã ghi nhận một chút giọng New York trong lời thoại của Mario, gọi đó là một sự trở lại có thể xảy ra đối với các mô tả của Mario trên nhiều phương tiện truyền thông của Mỹ như Super Mario Bros. Super Show! và bộ phim năm 1993, trước khi Charles Martinet ra mắt với tư cách là diễn viên lồng tiếng chính thức của nhân vật trong Mario's Game Gallery, nơi mà ông nói toàn bộ lời thoại trong một khoảng thời gian dài. Trong một bản tin từ The Guardian, họ phản ứng đối với giọng nói của Pratt được ví giống như là phản ứng đối với đoạn giới thiệu đầu tiên của bộ phim Nhím Sonic.
Vào ngày 29 tháng 11, một đoạn video giới thiệu chính thức đã được chiếu trên Nintendo Direct với cảnh quay Mario đang thua Donkey Kong trong một đấu trường đầy những con Kong khác, trong khi đó, Bowser đang tương tác với nhân vật Luigi khi bị bắt; Mario thì lại đang luyện tập trên một chướng ngại vật giống như một cấp độ trò chơi của Super Mario điển hình; tăng sức mạnh như Bộ đồ Tanooki và Hoa lửa; và một số nhân vật lái xe như go-kart trên con đường gợi nhớ đến một vài hinh ảnh của Đường cầu vồng, một địa điểm lặp lại trong loạt trò chơi điện tử Mario Kart. Phản ứng của công chúng phần lớn vẫn rất thuận lợi, mặc dù các cuộc tranh luận trực tuyến hầu như vẫn tiếp tục tập trung vào màn nhập vai của Pratt trong vai Mario.
Vào ngày 9 tháng 12, đoạn video đầu tiên của bộ phim, cho thấy nhân vật Toad đang hướng dẫn Mario đi qua Vương quốc Nấm và đến vào Lâu đài của Peach, đoạn video trên đã được tiết lộ tại The Game Awards 2022. Ash Parrish từ The Verge đã nhận xét rằng, "Bất chấp sự hoài nghi xung quanh màn nhập vai của Chris Pratt vào Mario, hình ảnh của bộ phim - và tôi không thể nhấn mạnh đủ, chỉ có hình ảnh thôi - trông thật đáng kinh ngạc".
Vào ngày 29 tháng 1 năm 2023, một đoạn video xem trước của bộ phim đã được phát hành trong giải NFC Championship Game giữa đội San Francisco 49ers và Philadelphia Eagles. Đoạn phim cũng đã hé lộ về màn nhập vai của Rogen trong vai Donkey Kong và bao gồm cả sự biến đổi của Mario thành Cat Mario, lần đầu tiên xuất hiện trong Super Mario 3D World. Một số trang tin tức giải trí đã chỉ ra việc bổ sung thêm "tiếng cười mang tính biểu tượng" của Rogen được cho là trong vai Donkey Kong. Emma Roth từ The Verge đã nhận xét: "Tôi đã rất ngạc nhiên về giọng nói (và tiếng cười) của anh ấy phù hợp với nhân vật như thế nào" trong khi Luke Plunkett từ Kotaku thì lại nhận xét rằng, "Seth Rogen đã được thuê để... chỉ là Seth Rogen".
Vào ngày 12 tháng 2 năm 2023, một đoạn quảng cáo Super Bowl cho bộ phim đã được phát hành, có tái hiện một phần chủ đề của tiêu đề từ Super Mario Bros. Super Show!. Một trang web tương ứng cũng đã được giới thiệu trong đoạn quảng cáo cũng đã được phát hành, trang web này hầu như quảng cáo về các dịch vụ sửa ống nước của Super Mario Bros. từ một bộ phim, theo Plunkett, "...nó giống như một doanh nghiệp nhỏ đang gặp khó khăn về phục vụ các khu vực ở Brooklyn và Queens".

## Phát hành

### Chiếu rạp
Bộ phim Anh em Super Mario ra mắt trên toàn thế giới tại Los Angeles vào ngày 1 tháng 4 năm 2023. và dự kiến sẽ được Universal Pictures phát hành tại Hoa Kỳ vào ngày 5 tháng 4 năm 2023, tiếp theo là Nhật Bản vào ngày 28 tháng 4, ở cả hai định dạng thông thường và IMAX 2D và 3D. Bộ phim trước đó đã được lên kế hoạch là sẽ phát hành vào ngày 21 tháng 12 năm 2022 nhưng lại trùng với khoảng thời gian mà bộ phim Mèo đi hia: Điều ước cuối cùng của DreamWorks Animation được công chiếu nên bộ phim đành phải lùi đến ngày 7 tháng 4 năm 2023. Vào ngày 28 tháng 2 năm 2023, có một thông báo rằng bộ phim sẽ được phát hành sớm hơn hai ngày, vào ngày 5 tháng 4 năm 2023, với hơn 60 thị trường trong khi vẫn giữ nguyên ngày công chiếu là ngày 28 tháng 4 đối với Nhật Bản và nói rằng các thị trường bổ sung cũng sẽ được phát hành trong tháng 4 và tháng 5. Hiện tại, bộ phim đã được phát hành ở hơn 65 quốc gia vào các ngày từ ngày 5 tháng 4 đến ngày 7 tháng 4. Bộ phim dự kiến sẽ được phát hành vào ngày 26 tháng 4 tại Hàn Quốc và ngày 26 tháng 5 tại Ba Lan.

### Tại gia
Anh em Super Mario sẽ được phát hành trên video theo yêu cầu phiên bản cao cấp ít nhất là vào ngày 9 tháng 5, 31 ngày sau khi được công chiếu tại rạp. Bộ phim sẽ có sẵn để phát trực tuyến trên Peacock vào tháng 6 năm 2023 kể từ khi chính thức công chiếu và trên Netflix vào tháng 10 năm 2023. Ngoài ra, bộ phim dự kiến sẽ được phát hành vào ngày 1 tháng 7 năm 2023 dưới dạng 4K Ultra-HD, Blu-ray và DVD.

## Đón nhận

### Doanh thu
Tính đến  ngày 14 tháng 1 năm 2024, Phim anh em Super Mario đã thu về 574,9 triệu USD chỉ tính riêng tại Hoa Kỳ và Canada, và 788,4 triệu USD ở các vùng lãnh thổ khác, với tổng doanh thu là 1,363 tỷ USD trên toàn cầu. Đây là một trong những bộ phim có doanh thu cao nhất năm 2023, và trở thành bộ phim có doanh thu cao nhất dựa trên trò chơi điện tử chỉ sau một tuần ra mắt công chiếu.
Tại Hoa Kỳ và Canada, Anh em Super Mario sẽ được phát hành cùng ngày với Air, và đã thu về được khoảng 125 triệu đô la Mỹ từ 4.025 rạp chiếu phim trong vòng 5 ngày khai mạc cuối tuần. Bộ phim cũng dự kiến sẽ thu về khoảng 100 triệu đô la trên trường quốc tế. Sau khi thu về được khoảng 31,7 triệu đô la trong ngày đầu tiên công chiếu và 26,5 triệu đô la trong ngày thứ hai công chiếu, ước tính trong 5 ngày đã tăng lên 141 triệu đô la. Các dự đoán trươc đó đã được điều chỉnh lại thêm một lần nữa thành 191 triệu đô la sau khi bộ phim kiếm được 55 triệu đô la vào thứ 6.
Tại những nơi bên ngoài Hoa Kỳ và Canada, bộ phim đã thu về hơn 172,8 triệu USD trong tuần đầu tiên công chiếu. Trở thành bộ phim hoạt hình có doanh thu mở màn lớn nhất từ trước đến nay tại 10 thị trường và cũng phá kỷ lục về doanh thu mở màn từ trò chơi điện tử lớn nhất từ trước đến nay tại 44 thị trường. Trong tuần thứ 2 công chiếu, Phim anh em Super Mario đã thu về được hơn 102,5 triệu USD từ 71 thị trường, chỉ giảm 22% so với tuần đầu tiên. Kể từ ngày 16 tháng 4 năm 2023, các lãnh thổ có doanh thu cao nhất là Mexico (53,5 triệu USD), Vương quốc Anh (44,4 triệu USD), Đức (30 triệu USD), Pháp (21,7 triệu USD) và Úc (19,9 triệu USD).
Doanh thu từ bộ phim vẫn tiếp tục gia tăng với hơn 146,4 triệu đô la chỉ trong ba ngày cuối tuần và 204,6 triệu đô la chỉ trong vòng năm ngày, vượt qua kỷ lục 72,1 triệu đô la của bộ phim Nhím Sonic 2 trong 5 ngày đầu công chiếu để trở thành bộ phim chuyển thể từ trò chơi điện tử có doanh thu mở màn cuối tuần cao nhất, cũng như vượt qua tổng doanh thu trọn đời với 190,8 triệu USD để trở thành phim chuyển thể từ trò chơi điện tử có doanh thu cao nhất trong lịch sử. Đây cũng là bộ phim trong tuần lễ Phục sinh có doanh thu mở màn cao thứ ba trong mọi thời đại, chỉ đứng sau các bộ phim như Fast & Furious 7 và Batman đại chiến Superman: Ánh sáng công lý. Phim cũng đã đạt được thành tích cao hơn ở các vùng lãnh thổ khác, kiếm được hơn 173 triệu đô la trong tuần đầu công chiếu và 377,2 triệu đô la trên toàn cầu, vượt qua kỷ lục của bộ phim Nữ hoàng băng giá II'. Bộ phim không chỉ vượt qua Transformers: Bại binh phục hận để có mức ky lục doanh thu mở màn cao nhất trong năm ngày thứ Tư so với bất kỳ bộ phim nào, thậm chí còn vượt qua cả bộ phim Minions, đưa Illumination trở thành công ty có tuần lễ khai trương lớn nhất từ trước đến nay. Ngoài ra, bộ phim cũng đã vượt qua Người Kiến và Chiến binh Ong: Thế giới Lượng tử để có mức doanh thu cuối tuần mở màn lớn nhất năm 2023. Nhìn chung, Anh em Super Mario đã tạo ra tuần mở màn cao thứ 3 cho bất kỳ bộ phim hoạt hình nào, chỉ đứng sau Vua sư tử và Gia đình siêu nhân 2. Hơn nữa, bộ phim đã vượt qua Warcraft để trở thành bộ phim có doanh thu tuần mở màn cao nhất thế giới cho bất kỳ trò chơi điện tử chuyển thể nào. Trong tuần thứ 2 công chiếu, bộ phim đã kiếm được hơn 92,5 triệu đô la và 59,9 triệu đô la trong tuần thứ 3 công chiếu, thành tích cuối tuần tốt nhất từ trước đến nay đối với một bộ phim hoạt hình, vượt qua cả Nữ hoàng băng giá II và Gia đình siêu nhân 2. Trong tuần thứ 3 công chiếu, bộ phim đã kiếm được doanh thu hơn 70,7 triệu USD từ 78 thị trường trên toàn cầu, giảm 38% so với tuần trước. Kể từ ngày 23 tháng 4 năm 2023, các lãnh thổ có doanh thu cao nhất là Mexico (66,2 triệu USD), Vương quốc Anh (51,7 triệu USD), Đức (37,2 triệu USD), Pháp (31,7 triệu USD) và Úc (27,3 triệu USD).

### Đánh giá chuyên môn
| Đánh giá chuyên môn      | Đánh giá chuyên môn       |
| Điểm trung bình          | Điểm trung bình           |
| Nguồn                    | Đánh giá                  |
| ------------------------ | ------------------------- |
| Metacritic               | 46 điểm (52 bài đánh giá) |
| Rotten Tomatoes          | 59% (253 bài đánh giá)    |
| Nguồn đánh giá           |                           |
| Nguồn                    | Đánh giá                  |
| The Guardian             | Peter Bradshaw · 2/5      |
| Empire                   | John Nugent · 2/5         |
| IGN                      | Tom Jorgensen · 4/5       |
| South China Morning Post | James Mottram · 2,5/5<    |
| Rogerebert.com           | Brian Tallerico · 2,5/4   |
| The Seattle Times        | Soren Andersen · 1.2/4    |

Bộ phim đã nhận được vô số ý kiến trái chiều từ các nhà phê bình. Trang Kotaku đã viết rằng họ thấy bộ phim "hay một cách đáng kinh ngạc" hoặc "khá tệ". Trên hệ thống tổng hợp kết quả đánh giá Rotten Tomatoes, Phim anh em Super Mario nhận 59% lượng đồng thuận dựa trên 253 bài đánh giá, đạt điểm trung bình 5,7/10, nhưng lại nhận được số điểm "gần như hoàn hảo" từ số điểm của khán giả là 96% trên Rotten Tomatoes. Các chuyên gia của trang web nhất trí rằng: "Mặc dù không có gì ly kỳ bằng cảnh chú rùa lật đật cướp đi 128 mạng sống của bạn, Phim anh em Super Mario là một cuộc phiêu lưu hoạt hình đầy màu sắc – dù cho nội dung sơ sài – có số người ủng hộ Nintendo nhiều ngang với số người không ủng hộ hãng trò chơi này". Trang Metacritic sử dụng công thức bình quân gia quyền, đã chấm bộ phim số điểm 46/100 dựa trên 52 nhà phê bình, cho thấy "đánh giá trái chiều hoặc trung bình". Các khán giả được thăm dò từ CinemaScore đã chấm điểm trung bình cho bộ phim là "A" trên thang điểm từ A+ đến F, trong khi những người được thăm dò bởi PostTrak cho điểm tích cực là 94%, với 82% đã nhận xét rằng họ chắc chắn sẽ giới thiệu nó.
Ross Bonaime từ trang Collider đã đưa ra một đánh giá tích cực, viết rằng, "Rõ ràng, theo nhiều cách, bộ phim vẫn là một quảng cáo dài cho Nintendo với tư cách là một thương hiệu. Tuy nhiên, Jelenic, Horvath và Fogel đã khiến điều này giống như một công việc tình cảm hơn, vì họ đã được trao chìa khóa của vương quốc (Vương quốc nấm) và được phép dốc toàn lực làm những gì mà bất kỳ người hâm mộ nào cũng muốn để xem trong một bộ phim như thế này. Theo nhiều cách, bộ phim lại gợi nhớ đến Ráp-phờ đập phá và niềm hân hoan đến từ việc nhìn thấy những nhân vật này trên màn ảnh".
Viết cho phần Datebook từ tờ The San Francisco Chronicle, Zaki Hasan cho biết anh thích bộ phim về mặt hình ảnh nhưng lại cảm thấy việc bộ phim tuân thủ chặt chẽ và có nhiều tham chiếu đến các trò chơi khiến cho bộ phim thiếu đi tính tường thuật và cho rằng, bộ phim đã cố gắng hết sức để tránh những thất bại từ bộ phim năm 1993, gọi nó là "một phần quản lý thương hiệu hiệu quả nhưng lại quá nhạt nhẽo".
Tom Jorgensen từ trang IGN đã đưa ra một số đánh giá hỗn hợp và kỹ lưỡng. Anh ca ngợi năng lượng của bộ phim và điểm số âm nhạc của nó mặc dù nó chỉ có bao gồm các bài hát pop "được đánh giày" và hình ảnh của nó được thiết kế để thiết lập một "tiêu chuẩn rất cao". Anh cũng khen ngợi việc sử dụng các trứng phục sinh nhưng lại chỉ trích một số cung nhân vật là kém phát triển. Jorgensen cũng đã có một chút chỉ trích đối với nỗ lực của Pratt và Day trong việc tạo giọng New York cho Mario và Luigi vì "chắc chắn sẽ không nhận được bất kỳ lời khen ngợi nào từ những người tốt ở Brooklyn" và đã tuyên bố "Chắc chắn đã có sự giảm bớt những phẩm chất hoạt hình hơn". Tuy nhiên, anh hoan nghênh các diễn viên đã thể hiện được chủ nghĩa anh hùng của từng nhân vật và cách truyền tải có cơ sở để làm "cân bằng tốt với những cạm bẫy kỳ ảo của Vương quốc Nấm". Jorgensen cũng khen ngợi màn trình diễn của Black trong vai Bowser là "nổi bật" và phù hợp với nhân vật.
Kyle Anderson từ Nerdist đã tôn vinh về mảng hoạt hình vì tính chính xác trong trò chơi của nó và gọi Illumination là "...một sự lựa chọn hoàn hảo để làm phim Mario" nhưng lại cho rằng "...những người đang mong đợi thứ gì đó giống với Bộ phim Lego thì có thể hơi lạnh lùng" do thiếu cốt truyện nằm ngoài nhịp chính do thời lượng phim ngắn.
Soren Andersen từ tờ The Seattle Times đã nhận xét rằng, mặc dù bộ phim đã thành công trong việc thu hút lượng người hâm mộ Mario bằng cách tạo ra cảm giác như đang ở trong một trò chơi điện tử, nhưng ông nhận thấy các nhân vật trong bộ phim lại thiếu cá tính và chỉ trích phần lồng tiếng của họ, ông nhận xét: ".. .mọi người đều thể hiện bản thân bằng giọng nói đỉnh cao nhưng âm thanh và sự giận dữ biểu thị lại không nhiều".
Brian Tallerico từ trang Roger Ebert, là một người hâm mộ suốt đời tự mô tả, anh đã viết rằng các màn trình diễn đến giọng hát đều "tầm thường". Anh đánh giá rằng đây là một trong những tựa him "vô hồn nhất cho đến nay" của Illumination và nó "không phản ánh chút nào về sự sáng tạo của thương hiệu này".
Katie Walsh từ tờ The Los Angeles Times' hoan nghênh bộ phim vì sự hài hước và chất lượng hoạt hình "mãn nhãn". Cô ca ngợi màn trình diễn của Black trong vai Bowser, nhưng lại chỉ trích màn trình diễn chính của Mario và Luigi là Pratt và Day là "tầm thường đến mức không thể là bất kỳ ai cả".
Calum Marsh writing từ tờ New York Times chỉ trích phần lống tiếng của Pratt là khá "khó chịu" và "lố bịch" trong khi mô tả tổng thể bộ phim là "nhạt nhẽo, thiếu dí dỏm và trắng trợn".
Kristy Puchko từ trang Mashable khen ngợi cái cách mà bộ phim dành cho người hâm mộ và âm nhạc nhưng lại chỉ trích các nhân vật và lưu ý rằng Pratt đang thiếu trọng âm, nhận xét "bất cứ giọng nói nào mà Pratt đang cố gắng làm không phải là giọng Brooklyn, và nó không có gì đặc biệt và cụ thể, nhất quán hoặc thú vị".
Molly Freeman từ trang Screenrant ca ngợi bộ phim là một "bức thư tình" gửi đến người hâm mộ nhưng lại chỉ trích bộ phim vì nó không mang lại nhiều điều khác. Cô mô tả phần lớn dàn diễn viên lồng tiếng đều thể hiện sự "vui vẻ" với nhân vật Bowser được lồng tiếng bởi Black là nổi bật nhất, đồng thời còn lưu ý thêm rằng màn trình diễn của Pratt "không tệ đến mức gây mất tập trung, nhưng cũng không đủ mạnh để trở nên thú vị", cô nhận định nó tương tự cho toàn bộ bộ phim.
Josh Spiegel từ trang SlashFilm đánh giá về việc miêu tả Công chúa Peach không cần giải cứu trong phim "chắc chắn là một điều tốt" nhưng nó lại còn là “quyết định lật đổ nhất của một bộ phim từ 25 năm trước chứ không phải từ năm 2023". Anh đã chỉ trích bộ phim vì "cách kể chuyện quá đơn giản", các nhân vật thiếu phức tạp và phần lồng tiếng của Pratt trong vai Mario như một "anh hùng nhạt nhẽo", nhưng anh lại kết luận rằng "Bộ phim này có tồn tại, và nó đã đạt mức cao như mong đợi.
Sau khung cảnh hậu danh đề của bộ phim đã gợi ý về phần tiếp theo của bộ phim sẽ có nhân vật Yoshi.

## Dự án tiếp theo

### Phần kế tiếp
Vào tháng 5 năm 2021, Furukawa nói rằng Nintendo đang quan tâm đến việc sản xuất nhiều bộ phim hoạt hình hơn dựa trên tài sản trí tuệ của mình nếu bộ phim Mario đó thành công. Trong một bài phỏng vấn với tạp chí trang bìa Variety trước khi phát hành bộ phim, nhà sản xuất Meledandri đã được hỏi về các phần tiếp theo hoặc các dự án chuyển thể từ các sản phẩm khác của Nintendo và ông đã trả lời: "Hiện tại, trọng tâm của chúng tôi hoàn toàn là đưa bộ phim ra mắt với khán giả, còn ở thời điểm này, chúng tôi chưa sẵn sàng để nói về những gì sẽ xảy ra trong tương lai". Black cũng đã bày tỏ sự quan tâm của ông đối với phần tiếp theo khi bộ phim có thể sẽ có Pedro Pascal (người trước đây đã đóng vai Mario trong bản phác thảo của Saturday Night Live) lồng tiếng cho nhân vật Wario, người sẽ phục vụ là nhân vật phản diện chính của bộ phim.
Vào ngày 21 tháng 4 năm 2023, sau một loạt thành công phòng vé của bộ phim, Nintendo đã tuyên bố rằng sẽ có nhiều bộ phim được ra mắt hơn dựa trên tài sản của họ, mặc dù công ty sẽ không trực tiếp xác nhận phần tiếp theo của bộ phim.
John Leguizamo, trước đây đã từng đóng vai cho nhân vật Luigi trong bản live-action của bộ phim năm 1993, đã bày tỏ sự quan tâm về việc sẽ tham gia vào phần tiếp theo của bộ phim với điều kiện đa dạng hơn trong dàn diễn viên.

### Spin-off
Vào tháng 11 năm 2021, trang Giant Freakin Robot đã báo cáo một thông tin cho rằng Illumination đang phát triển một bộ phim ăn theo Donkey Kong, với Rogen sẽ tiếp tục làm vai diễn của mình. Vào tháng 4 năm 2023, Rogen công khai bày tỏ sự quan tâm đến việc trò chơi Donkey Kong Country sẽ làm nền tảng cho các tác phẩm trong tương lai, nói rằng nó sẽ tạo ra "rất nhiều cơ hội" cho một bộ phim phụ.
Vào tháng 2 năm 2022, Charlie Day đã bày tỏ sự quan tâm đến việc đóng lại vai Luigi trong một bộ phim giống tựa game Luigi's Mansion. Và anh sẽ nhắc lại sự quan tâm của anh vào tháng 3 năm 2023.